# 遊戲橘子
25°04′18.2″N 121°34′35.7″E / 25.071722°N 121.576583°E
遊戲橘子數位科技（英語：Gamania Digital Entertainment），簡稱「遊戲橘子」，是台灣一家網路遊戲公司，以代理韓國許多有名的網路遊戲 : 《天堂》、《楓之谷》而崛起。

## 歷史

### 富進軟體工作室時期（1991－1995）
- 劉柏園在學生時代成立富進軟體工作室，其間發行兩套單機遊戲產品《戰國策》及《魔異入侵》。

### 富優資訊時期（1995－1997）
- 1995年4月1日，劉柏園與富進軟體工作室主要成員改成立富優資訊公司，產品銷售範圍包括台灣、韓國、日本、中國大陸、新加坡等市場，代表性產品為《日蝕》、《富貴列車》。

### 富峰群資訊時期（1997－1999）
- 再改為富峰群資訊股份有限公司（FullSoft Co., Ltd.），從研發公司朝向遊戲發行商。1999年發行單機遊戲《便利商店》。

### 1999年
- 11月11日，富峰群資訊改名為遊戲橘子數位科技。2000年，將韓國線上遊戲「天堂」引進台灣。自2003年起陸續發表「椰子罐頭」、「封魔獵人」、「仙魔道」、「星辰」等自製遊戲。

### 1995年
- 成立「富峰群企業有限公司」。

### 1998年
- 9月，接手製作衛視中文台節目《電玩大觀園》。

### 1999年
- 11月11日，改名為「遊戲橘子數位科技股份有限公司」。
- 代理發行《龍機傳承2》中文版。

### 2000年
- 於首爾成立韓國子公司。
- 在台灣發行數位休閒雜誌《Mania遊戲玩瘋誌》。
- 韓國發行「速食店」韓文版。
- 代理發行《天堂》中文版。
- 成立香港子公司。
- 10月15日, 代理發行《龍機傳承3》中文版。

### 2001年
- 於東京成立日本子公司。

### 2002年
- 正式在台灣掛牌上櫃。
- 於北京成立中國大陸子公司。
- 併購飛魚數位。

### 2003年
- 自製遊戲《椰子罐頭Online》搭配「遊戲貓」單曲唱片在台灣上市。
- 遊戲入口網站Gamania.com正式整合。
- 榮獲國家級創作金獎，並收錄在年度《中國CIS年鑑》中。
- 《水火傳》、《地獄小學》榮獲經濟部工業局主辦2003年數位內容系列競賽「國際級數位內容雛形獎」的動畫雛形獎[5][6]。

### 2004年
- 3月10日，併購台灣易吉網股份有限公司，將其所經營的線上遊戲《希望Online》、《N-age》與《聖戰》資源整合[7]。
- 3月19日，與蕃薯藤及中時網科成立聯名頻道[8]。
- 4月5日，在台灣完成手機付費機制[9]，為台灣第一個整合虛擬付費管道的遊戲廠商。
- 6月，在「香港台北玩具創作大展」推出《水火108》（前《水火傳》）公仔[10]。
- 8月，發售「橘子加碼鎖」[11]。
- ̈9月30日，官方網站被駭客植入不明網址，遊戲橘子於該日凌晨偵測到並已進行處理[12]。
- 10月8日，繼官網被駭客植入不明網址後，超過50位玩家前往遊戲橘子公司抗議[13]。
- 11月，首款音樂連線遊戲《O2勁樂團》在台灣上市。
- 11月，遊戲橘子GASH付費平台加入VISA驗證[14]。
- 12月，成立電視節目《+8 電動王》[15]。
- 《小豬上菜》及《誰在隔壁》榮獲經濟部工業局主辦2004年數位內容系列競賽「國際級數位內容雛形獎」的動畫雛形獎。

### 2005年
- 代理發行《楓之谷》。
- 5月，推出「PlaySAFE 數位安全卡」[16]。
- 10月15日，官方網站遭受駭客攻擊，使用者在該期間進入網頁，即可能被迫自動連結至一不明中國網站，並執行下載一個外來程式。遊戲橘子雖已即時刪除連結，但還是在17日緊急關閉所有官方網站並進行檢測[17]。

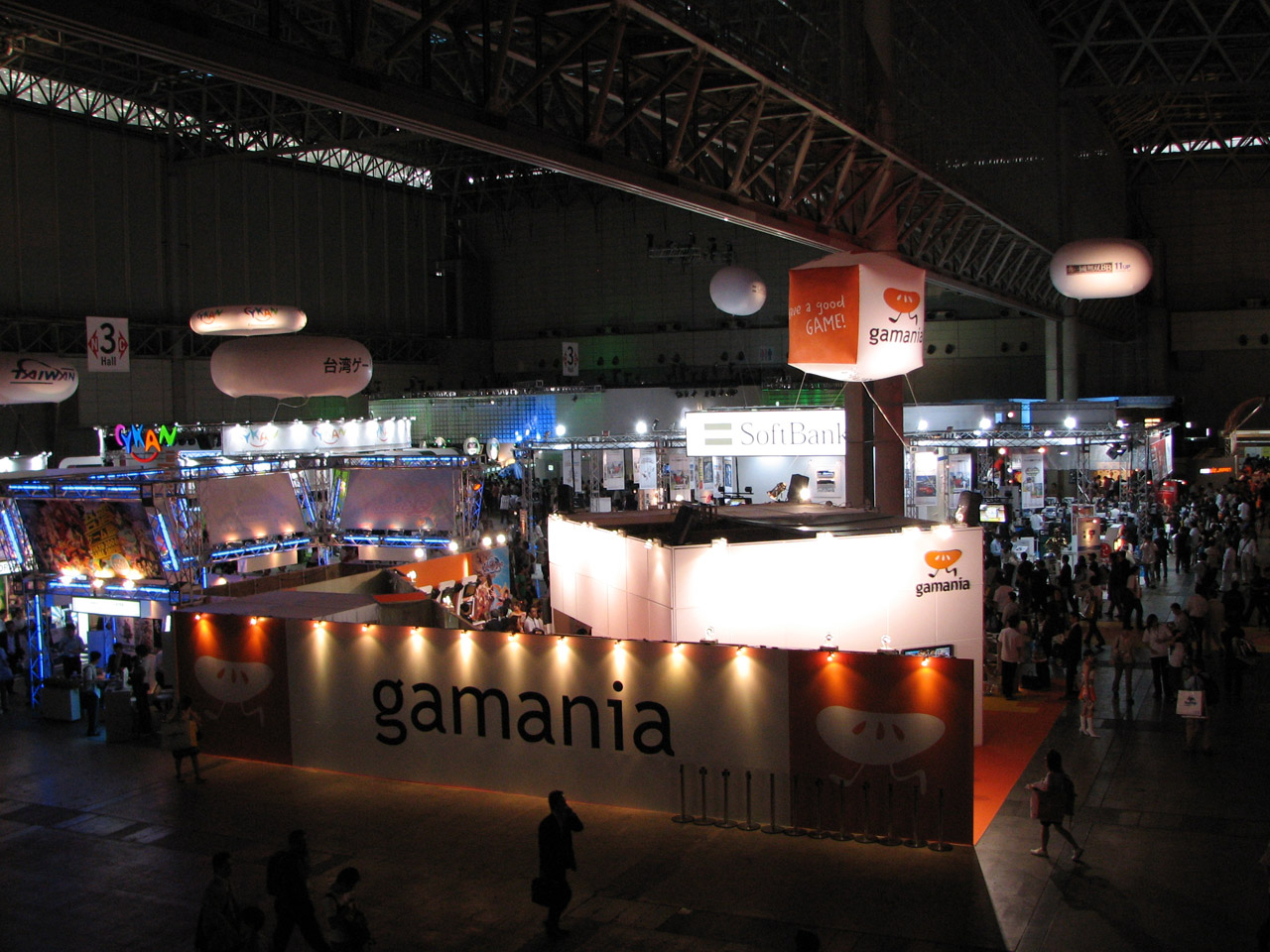
2006東京電玩展，遊戲橘子攤位

### 2006年
- 4月2日，發生兩次大斷線，並進行遊戲相關補償活動[18]。
- 首度於東京電玩展中公開五款自製線上遊戲：「富貴達人」、「封魔獵人」、「仙魔道」、「星辰」及「AOW」。

### 2007年
- 成立媒體子公司「放電人文」。
- 「星辰Online」榮獲經濟部工業局主辦2006年數位內容系列競賽「國際級數位內容雛形獎」。
- 推出首款自製線上遊戲《封魔獵人》。
- 動畫代表作《水火108》與英國Cartoon Network完成簽約，並預定將於2009年春季開播[19]。

### 2008年
- 1月4日，成立遊戲橘子關懷基金會[20]。
- 5月，遊戲橘子針對《天堂》、《楓之谷》將倒閉及更換代理商的流言做出反駁聲明稿[21]。
- 5月8日橘子關懷基金會完成「磁北極大挑戰」完成零下40度、16天、572公里的長征。
- 10月1日，終止營運自製遊戲《椰子罐頭Online》
- 榮獲2008年台灣十大品牌優良獎項 。
- 成立電競代表隊伍「橘子熊」。

### 2009年
- 3月2日，《水火108》與Cartoon Network簽訂英國及美國播映合約，最快美國第三、四季就將播映，歐洲預定第四季底到明年初開始播映[22]。
- 3月11日，與台灣摩力遊數位娛樂公司合作，台灣摩力遊公司旗下《真‧女神轉生Online:Imagine》、《黑色陰謀（英语：Cabal Online）》等遊戲，將全面開放「GASH點數卡」進行儲值[23]。
- 4月3日，推出「GAMAOTP 手機鎖」[24]。
- 10月9日，「GASH」金流平台，即日起全面支援遊戲開發商 6waves 旗下所屬《開心農場》、《義氣仔女》、《德州撲克》及《BINGO》等 Facebook 遊戲之儲值以及轉點服務[25]。
- 10月15日，推出「聰明鎖」[26]。
- 成立「玩酷科技」、「果核數位」、「紅門數位」等研發子公司。
- 榮獲中華民國對外貿易發展協會主辦「2009年台灣優良品牌」。
- 設立遊戲攻略分享平台 －MeeGee密技Qa網。
- 於加州歐文市成立美國子公司。

### 2010年
- 7月，於東京電玩展展出，同時宣布香港的「火狗工房」正式加入遊戲橘子[27][28]。
- 旗下台灣易吉網更名為「東遊玩子」。
- 動畫代表作《水火108》3月1日在美國、英國首播。
- 於荷蘭阿姆斯特丹成立歐洲子公司。
- 7月8日烈日風暴online公測

### 2011年
- 1月1日，與台灣的統一超商、全家便利商店、萊爾富、OK超商四家企業停止合作關係，所有相關商品（包含遊戲點數、遊戲光碟等）於當日起全面下架[29]。
- 3月1日，取得 Zynga 遊戲專用點數台港地區經銷權[30]。
- 5月3日，成立「樂點卡數位科技股份有限公司」[31]。
- 9月8日至9日，於華山園區舉行「遊戲橘子數位娛樂展」[32]。
- 9月9日，與臺灣動畫公司「首映創意（SOFA Studio)」合資成立「兩隻老虎」動畫公司。

### 2012年
- 2月7日，遊戲橘子對於自由時報刊登的「遊戲橘子遇駭3年 被削2億」失實報導表示不滿，並稱將對其保留法律追訴權[33]。
- 3月20日終止營運《劍雨Online》（ROA online）。
- 4月3日，創建企業托育設施「幼橘園」[34]。
- 4月24日終止營運《王者世界》。
- NEXON持有遊戲橘子股票比例高達 34.6%，引發外界擔憂韓國廠商將併購，遊戲橘子表示不會接受與NEXON的結合，[35]，而NEXON也表示他們的目標為「藉由投資合作，提供優質遊戲給台灣玩家，並促進台灣數位內容產業的進一步發展」後因策略考量NEXON 釋出部分持股，對遊戲橘子的持股比例將從原本的 33% 下降到接近 14％。[36]
- 6月18日宣布與OK便利店合作販賣「GASH+ 樂點卡」[37]。
- 7月11日終止營運《地下城與勇士》（Dungeon & Fighter）。
- 7月23日終止營運《未來啟示錄》（SP1）。
- 8月4日至5日，於台大體育館舉辦「beanfun! 樂豆夏日嘉年華」[38]。
- 8月10日終止營運《愛舞炫2》。
- 8月9日終止營運《皮歐Q》（IL）。
- 8月31日終止營運「星辰》（Lucent Heart）[39]。
- 8月31日終止營運《封魔獵人》（Bright Shadow）。
- 7月4日終止營運《水火108》（Hero：108）。
- 8月17日宣布進行組織調整，裁員約10%、高層減薪，員工另簽訂勞動契約，內容包括年終獎金減為1個月[40]。
- 11月1日終止營運烈日風暴online
- 11月底結束韓國分公司全部業務。[41]

### 2013年
- 2月20日宣布與全家便利商店合作販賣「GASH+ 樂點卡」[42]。
- 5月3日宣布代理《蠟筆小新Online》。
- 5月7日終止營運《尋仙》。
- 5月28日終止營運《狩神伝》（Soul Captor）。
- 7月1日終止營運《幻想戰記》（Fantasy Earth Zero）。
- 7月1日終止營運《百變恰吉》（GëtAmped）。
- 7月5日宣布代理《夢幻之星網路版2》（Phantasy Star Online 2）。
- 7月10日宣布將於同年9月10日終止營運《決戰真三國》
- 8月6日宣布將於同年11月11日終止營運《龍之谷》（Dragon Nest）。
- 8月20日宣布將於同年10月22日終止營運《幻月之歌》（Divina）。
- 9月25日宣布代理《Warface》。
- 10月2日宣布由Beanfun樂豆遊戲登入平台與開發商合約到期，將停止以Beanfun樂豆遊戲登入平台合作《超魔導大戰Online》。
- 10月4日宣布由Beanfun樂豆遊戲登入平台與代理商合約到期，原遊戲代理商將於同年10月31日終止營運《鋼鐵聯盟》。
- 10月7日宣布由Beanfun樂豆遊戲登入平台與代理商合約到期，原遊戲代理商將於2014年1月7日終止營運《鄉民歪傳》。
- 10月7日宣布由Beanfun樂豆遊戲登入平台與代理商合約到期，原遊戲代理商將於2014年1月7日終止營運《煉妖傳》。
- 10月7日宣布由Beanfun樂豆遊戲登入平台與代理商合約到期，原遊戲代理商將於2014年1月7日終止營運《明朝江湖》。
- 10月7日宣布由Beanfun樂豆遊戲登入平台與代理商合約到期，原遊戲代理商將於2014年1月7日終止營運《幻世奇緣》。
- 10月14日終止營運《極樂無雙》。
- 10月30日宣布遊戲廠商將停止營運，終止營運《戰國魂》。
- 10月31日宣布將於同年11月26日中午12點正式下架結束營運《光之封印》。
- 10月31日宣布將於同年12月19日中午12點正式下架結束營運《逗法Q傳》。
- 11月5日宣布代理《絕對武力Online 2》[43]。

### 2014年
- 1月23日，NEXON因策略考量釋出部分持股將從原本的 33% 下降到接近 14％[44]。
- 5月9日終止營運《永恆冒險》（GrandChase）（原《三小俠》）。
- 6月20日宣布將於同年8月22日終止營運《暴能特區》。
- 8月1日宣布將於同年10月1日終止營運《末日少女》。
- 9月30日，與工業技術研究院、證券櫃檯買賣中心、中華民國設計師協會等合作推出群眾募資平台「群募貝果（WeBackers）」[45]。
- 11月26日，出售日本子公司給Aeria，並將成為 Aeria 主要股東之一[46]。

### 2015年
- 3月13日，與野火娛樂合作推出原創影音娛樂平台「酷瞧」[47]。
- 6月12日宣布將於同年8月13日終止營運《蠟筆小新Online》。
- 10月22日，與日本 GungHo 結盟，成立全新公司「江湖桔子」（「桔」音同「橘」）[48]。
- 11月28日至29日，於華山園區舉辦「橘子 20 跨界無橘限 - have a GOOD TIME！」數位生活展[49]。

### 2016年
- 代理發行《絕對武力Online2》
- 6月3日，宣布總部由新北市中和區中正路736號18樓搬遷至臺北市內湖區瑞湖街111號（新光瑞湖科技大樓）[50]。
- 12月3、4日，信義香堤廣場舉行電競賽事「Taipei 2016 Counter-Strike Online World Championship 暨橘子嘉年華」。

### 2017年
- 1月17日宣布將於同年4月25日終止營運《夢幻之星Online2》。
- 4月14日宣布終止香港區的客戶服務，將來服務重心將轉移到台灣。
- 12月11日推出《天堂M》。

### 2018年
- 2月22日宣布將於同年5月2日終止營運《絕對武力Online2》。
- 6月5日宣布將於同年8月11日終止營運《瑪奇英雄傳》。
- 12月23日由橘子關懷基金會組成的南極長征隊，從南緯87度、2545公尺的海拔高度出發，歷經零下30度低溫，共前進350公里，於智利時間12月22日傍晚6點成功抵達南極點。[51]。

### 2019年
- 2月20日宣布將於同年3月20日終止營運《泡泡大亂鬥》。
- 9月20日《返校》上映。

### 2020年
- 8月4日台灣史上首個南極冒險展，橘子關懷基金會攜手格式設計策展團隊共同策劃的「去你的南極Go!Go!South Pole」，從得獎激烈競爭中，獲得德國紅點最佳設計大獎。[52]。

### 2021年
- 遊戲實況主丁特在線上遊戲《天堂M》花費上百萬元進行實測，發現道具製作的機率比官方公告還低，因此在實況與Youtube要求官方出來面對，並且向行政院消費者保護處提出申請，對此遊戲橘子在12月17日發出聲明對實況主丁特提起民事訴訟，而在網路上引起玩家及消費者的一陣撻伐。[53][54]

### 2022年
- 6月13日公平交易委員會於「遊戲橘子對實況主丁特提起之民事訴訟」判決前率先公告裁決結果，認定遊戲橘子銷售《天堂M》遊戲所提起的宣稱「可以公開活動製作、抽卡、合成的機率嗎？目前這些機率的設定是否都跟韓版相同……台版機率都是跟韓國一模一樣的」，足以影響交易決定之服務內容為虛偽不實及引人錯誤之表示，違反公平交易法第21條第4項準用第1項規定，將處新臺幣200萬元罰鍰。[55][56]
- 在 2022 年第二季之時，遊戲橘子將針對多款遊戲將推出改版內容、GASH 樂點則續推多元賦能 NFT 商品，另將有全新服務「fun 市集」上線，打造正版授權 IP 的數位收藏品平台。[57]
- 11月1日宣布將於2023年1月31日終止營運《跑跑卡丁車》。

### 2023年
- 3月24日遊戲橘子繼「天堂M」之後，再次被玩家抓到「新楓之谷」的轉蛋機率與公告不符，疑似成為累犯。民進黨立委賴瑞隆、蔡易餘呼籲公平會重懲；法務部表示，被害人如果認為違反刑法詐欺罪，於告發立案後，檢察官會依法偵查。[58]
- 7月21日法官判決遊戲橘子要賠償實況主「丁特」785萬，對此遊戲橘子表示遺憾，並評估是否上訴。[59]
- 9月14日，公平交易委員會認定遊戲橘子公司在「新楓之谷」案，有「虛偽不實及引人錯誤」，違反公平交易法第21條，處新臺幣200萬元罰鍰。此為遊戲橘子繼「天堂M」之後，再次涉及對玩家不實。[60]

### 2024年
- 代理發行《波拉西亞戰記》。

### 2025年
- 6月12日，最高行政法院駁回遊戲橘子行政訴訟上訴，認定一審判決無違背法令，維持開罰200萬的判決結果。[61][62]
- 橘子集團發展核心透過AI、大數據、平台串連，達成全生態科技企業之目標。[63][64]

## 爭議

### 天堂M機率爭議事件
2021年8月27日，丁特於《天堂M》花費遊戲貨幣近200萬藍鑽挑戰製作機率性遊戲道具「傳說製作秘笈（刻印）」，但最後以極低成功率2.3%收場，引發玩家群起要求代理商遊戲橘子公開製作機率。同年9月24日丁特再次以200萬藍鑽遊戲貨幣挑戰製作機率性道具「傳說製作秘笈」並試算製作成功率，最終統計成功機率仍約為2.3%（合計製作475次，成功11次）。當日丁特於Facebook上發文表示，日前他向中華民國公平交易委員會提出之申訴遭該會以「現階段尚不足以產生涉有廣告不實之合理懷疑」駁回，向行政院消費者保護會提出申訴後20日仍尚未收到該會回應，令他不滿。丁特認為遊戲橘子應公佈高價虛擬寶物的製作機率，讓玩家有足夠資訊判斷與控制花費；進而向民眾黨立委高虹安討論促成「轉蛋法」立法之重要與必要，確保玩家權益。對此，遊戲橘子在事後僅修改《天堂M》遊戲機率公告說明文，於文內補述「本公告不包含遊戲內強化、製作……等機率」，未對公佈機率進一步說明。
在2021年10月15日，丁特與民眾黨高虹安、時力邱顯智、國民黨洪孟楷和民進黨林俊憲四位跨黨派立委召開「推動轉蛋法立法，建立玩家與平台雙贏互信」記者會，推動轉蛋法立法，並促建立公正的第三方認證機制。邱顯智同月29日表示，其辦公室收到經濟部針對轉蛋法的回函，經濟部明確表示「後續將著手進行定型化契約之修訂程序，要求業者應主動公布機會型商品機率」，並將著手進行定型化契約之修正程序，要求業者應主動公布機會型商品機率；他認為這是轉蛋法重要的第一步。經濟部兩週後針對轉蛋法提案發聲明回應，稱現行的消費爭議大多能以《網路連線遊戲服務定型化契約應記載及不得記載事項》處理，如有機率廣告不實的涉及爭議部分亦可依《公平交易法》處理。
2021年12月2日，經濟部長王美花說，經濟部已經啟動修訂《網路連線遊戲服務定型化契約應記載及不得記載事項》的程序，要求業者公布商城販售付費機率型道具機率，並預計將在2022年第一季提出草案。同月17日，遊戲橘子發聲明指丁特持續散播不實資訊詆毀該公司，將對其正式提出民事訴訟；丁特當天開直播一一回應遊戲橘子的說法，強調自己透過實況和科學的方式測試遊戲內容，抨撃「你們（遊戲橘子）還認為我沒有盡到查證的義務嗎」，唯有寄望司法介入釐清。2023年2月13日，新北地院認為丁特的所謂誹謗言論非針對遊戲橘子，而是該公司的法定代理人劉柏園；其次丁特指稱的台版《天堂M》公告、遊戲見面會等宣稱「所有機率與韓版一致」和事實不符確有道理，其計算出的2.3%與橘子稱的10%具相當程度差異，認定查證結果真實，已盡合理查證之義務；而丁特諸如「有牌的詐騙集團」等辱罵內容為可受公評之事，屬於合理評論範圍。法官綜上所述，認可丁特並未侵害遊戲橘子的名譽權與信用權，判定遊戲橘子敗訴，並駁回他們要求賠償和登報道歉的請求。
在2022年6月13日，公平交易委員會於「遊戲橘子對丁特提起之民事訴訟」判決前率先公告裁決結果，認定遊戲橘子銷售《天堂M》所提起的宣稱「可以公開活動製作、抽卡、合成的機率嗎？目前這些機率的設定是否都跟韓版相同……台版機率都是跟韓國一模一樣的」，足以影響交易決定之服務內容為「虛偽不實」及「引人錯誤」之表示，違反《公平交易法》第21條第4項準用第1項規定，將裁處新臺幣200萬元罰鍰。同年9月18日，丁特認為遊戲橘子至今仍然未對「紫布事件」最大受害者之一的他本人作出任何回應，決定正式提請民事訴訟，依《消費者保護法》第51條之規定向遊戲橘子求償損害額5倍之懲罰性賠償，即2,070萬。士林地方法院在2023年7月21日一審宣判遊戲橘子須賠償丁特784萬875元，其餘求償皆駁回，而前者則對判決表示遺憾，重申絕無廣告不實之可能，並不排除上訴。

## 集團佈局

### 分公司
目前除了台灣原新北市總部已在2016年6月3日搬遷至臺北市內湖新總部大樓，先後於各地區設立分公司。
台灣
- Gamania Digital Entertainment Co., Ltd.（1995年6月設立）

韓國
- Gamania Digital Entertainment（Korea）Co., Ltd. （2000年1月設立、2012年11月結束營運）

香港
- Gamania Digital Entertainment（Hong Kong）Co., Ltd.（2000年11月設立）

日本
- Gamania Digital Entertainment（Japan）Co., Ltd.（2001年8月設立）
- 2015年6月更名為AGE公司
- 2017年7月28日AGE網站停止服務

中國大陸
- Gamania Digital Entertainment（China）Co., Ltd.（2002年7月設立）
- 北京五爪雷龙网络科技有限公司(北京游戏橘子数位科技有限公司)

美國
- Gamania Digital Entertainment（US）Co., Ltd.（2009年設立）

荷蘭
- Gamania Digital Entertainment（EU）Co., Ltd.（2010年設立）

### 關係企業與轉投資
- 吉恩立數位科技股份有限公司：

原先由遊戲橘子（佔股51％）與韓國吉恩立（佔股49％）共同成立之合資公司，遊戲橘子於2006年12月27日和吉恩立聯合召開記者會，除了宣佈簽下《天堂》三年代理權，並將轉移合資公司吉恩立36%的股權給NCsoft，雙方持股百分比由原先的51：49大幅調整為15：85。目前吉恩立負責《天堂II》、《AION永恆紀元》等遊戲的營運。
- NOWnews今日新聞：

2015年8月，遊戲橘子購入NOWnews今日新聞股權，成為遊戲橘子集團成員之一。
- 電獺股份有限公司：

2016年5月4日，游戲橘子宣布购入電獺約15%股权，并于同年7月完成交割手續。此后，电獭旗下之鄉民晚報与同屬游戲橘子的NOWnews签订协议，实现部分内容与资源互通。

### 營運子公司
- 東遊玩子數位科技股份有限公司(前 台灣易吉網)：

原是台灣電信集團成員，後因該集團處分其持股，改由遊戲橘子接手其營運，並在2010年改名為「東遊玩子數位科技」，後經遊戲橘子股東會決議解散，並已於2015年第一季清算完結。之前負責《口袋嘻遊Online》、《熱舞Online》、《舞嘻哈》、《N-age》、《天關戰記Online》、《艾爾之光》等遊戲。

### 研發子公司〈遊戲橘子轉投資的線上遊戲開發公司〉
- 飛魚數位科技股份有限公司（2002年成立）[80]、
- 玩酷科技股份有限公司（2002年成立）[80]、
- 果核數位科技股份有限公司（2009年成立）[80]、
- 紅門數位科技股份有限公司（2009年成立、2014年解散所有員工）[80]、
- 樂點卡數位科技股份有限公司

### 企業社會責任
- 橘子關懷基金會：

橘子關懷基金會在2008年1月4日成立，以播下歡樂、希望與夢想種子為宗旨，並自詡為夢想推手來幫助對未來徬徨的青年們，讓他們遠離沮喪，對未來懷抱希望與鬥志，並推廣「用力作夢，用力做自己」的價值觀，一起探索生命的更多歡樂，創造世界的更多可能。
- 經常性活動:

1. "Summer School夏日學園"（每年暑假舉行）：自2009年展開，服務地點遍及全台北、中、南、東，從偏鄉學校的關懷服務、災後家園重整、文化與環境的學習體驗……等，帶領青年透過服務拓展自己的視野與培養實踐力，期許更多青年能為夢想跨出實踐的第一步。
2. "大夢計劃"（每年主題不同）：鼓勵青年懷抱做大夢的勇氣，大夢計畫透過冒險教育的實踐，帶領青年突破舒適圈，去找到自己的夢想能量，實踐橘子關懷基金會一直以來所提倡「用力作夢、用力做自己」。

### 聯外合作
- 富格曼科技股份有限公司
- Facebook
- NEXON
- 極星數位

### 其他
- Gamania （Japan）
- Gamania China Holdings Ltd.
- Gamania （H.K.）
- Gamania Sino Holdings Ltd.
- Gamania （Korea）
- Gamania Holdings Ltd.
- Gamania International Holdings Ltd.
- 北京遊戲橘子數位科技有限公司
- 光電文學線上互動科技股份有限公司
- 行動戲胞數位科技股份有限公司
- 放電人文數位科技股份有限公司
- 兩隻老虎股份有限公司
- 全球倍速股份有限公司
- 蟻力股份有限公司
- 台灣電競股份有限公司
- 極刻數位科技股份有限公司
- 亞橘投資股份有限公司
- 人因設計所股份有限公司
- 遊酷科技股份有限公司
- 可可數位科技股份有限公司
- 捷達威數位科技股份有限公司
- 瘋糖數位科技股份有限公司
- 酷瞧新媒體股份有限公司
- 群募貝果數位科技股份有限公司
- 果核數位股份有限公司
- 豆趣數位科技股份有限公司
- 有閑數位科技股份有限公司

## 遊戲商品
| 代理南韓遊戲             | - 《天堂》（Lineage） - 《新瑪奇》（Mabinogi） - 《新楓之谷》（MapleStory） - 《艾爾之光》（Elsword） - 《爆爆王》（Crazy Arcade） - 《絕對武力Online》（Counter Strike Online） - 《新龍之谷》（DragonNest）（在2013年結束營運後，由遊戲新幹線取得代理，但2019年遊戲新幹線結束代理後，遊戲橘子再次取得代理。） - 《波拉西亞戰記》（WARS OF PRASIA） |
| 美國代理遊戲與代銷的遊戲 | 代銷 - 《開心農場》 （Happy Farm） |
| 停止營運                 | - 《勁樂團》（O2Jam） - 《神諭之戰》（結束營運後，由原遊戲製造商「思維工坊」直接營運） - 《N-age》 - 《仙魔道》 - 《聖戰》（Cronous）（轉由「依斯楚」營運） - 《戰場》（Helbreath） - 《R2》（轉由「網禪科技」營運） - 《神說》（Theos） - 《潘朵拉傳奇》（Pandora Saga） - 《奪寶王》（Atrix） - 《天翼之鍊》（Talesweaver） - 《首都高Online》 - 《天關戰記》（Unlimited Hearts） - 《混亂冒險》（Laghaim） - 《富貴達人》 - 《神話》（riskyourlife） - 《魔神爭霸》（原名「天機online」、「墨攻online」） - 《火線特戰隊》（Heat Project） - 《希望Online》（seal online）（轉由「網尹科技」營運） - 《椰子罐頭Online》 （Cococan） - 《魔法飛球》 （PangYa） - 《無盡的任務》（EverQuest） - 《無盡的任務2》東方版 （EverQuest II） - 《GA2勇者傳說》（結束營運後，由原遊戲製造商「CyberStep」直接營運） - 《巨商》（The Great Merchant） - 《紅不讓Online》（Slugger） - 《Web戰牌》（Alteil） - 《劍雨》（ROA online） - 《超時空戰記》（Cosmic Break）（結束營運後，由原遊戲製造商「CyberStep」直接營運） - 《水火108》 - 《王者世界》（Atlantica） - 《DNF》（Dungeon & Fighter）（結束營運後，由「Garena」再次取得代理） - 《未來啟示錄》（SP1） - 《舞嘻哈》（Groove Party） - 《愛舞炫2》 - 《皮歐Q》（iL: Soulbringer） - 《Art of War》（AOW） - 《龍虎門 Online》 - 《星辰Online》（Zodiac） - 《封魔獵人》（BrightShadow） - 《烈日風暴》（Metal Knight Zero） - 《口袋嘻遊》 - 《QQ三國》 - 《生死格鬥Online》（Dead or Alive） - 《夢幻誅仙》 - 《熱舞》（Super Dancer） - 《Web 戀姬夢想》Web Koihime Musou - 《龍Online》 - 《玄武豪俠傳》 - 《幻想戰記》（Fantasy Earth Zero） - 《百變恰吉》（GëtAmped）（結束營運後，由原遊戲製造商「CyberStep」直接營運） - 《G7online》（Exteel） - 《尋仙Online》 - 《狩神伝》（Soul Captor） - 《決戰真三國》（原名「赤壁Online」） - 《聚仙》 - 《幻月之歌》（Divina）（結束營運後，由Funmily 歡樂派取得代理，更名為《新幻月之歌》） - 《突擊風暴》（SAStorm） - 《下班俱樂部》 - 《永恆冒險》（GrandChase）（原名「三小俠」） - 《暴能特區》（Cyphers） - 《末日少女》 - 《界天Online》 - 《瑪奇英雄傳》（Mabinogi：Heroes）（因合同到期，結束營運後，由Garena取得代理，更名為《新瑪奇英雄傳》） - 《蠟筆小新Online》 - 《第九大陸》（Continent of the Ninth） - 《夢幻之星網路版2》（Phantasy Star Online 2） - 《絕對武力Online2》（Counter Strike Online 2） - 《泡泡大亂鬥》（CrazyShooting Bubble Fighter） - 《跑跑卡丁車》（CrazyRacing KartRider） |

## 帳號保護（已經全部關閉）
台灣
- F-Secure
- 橘子加碼鎖
- OTP動態密碼安全卡
- PlaySafe數位安全卡

## 遊戲帳號整合平台
- beanfun!

## 數位內容付費機制
- 購買點數：國際支付、紅利兌換、提款卡&ATM、讀卡機、市話帳單、寬頻帳單、手機帳單
- 儲值點數：GASH+ 樂點卡、遊戲專用點數、遊戲天數儲值
- 數位消費：樂豆點，與新台幣比率為1:1，與港幣比率為10:1

## 出版作品

### 電影
| 年份 | 片名         | 附註 |
| ---- | ------------ | ---- |
| 2019 | 《返校》     | 出品 |
| 2021 | 《廢棄之城》 | 出品 |

## 外部連結
- （繁體中文） 台灣公司資料 （页面存档备份，存于）

线上服务
- 台灣beanfun!樂豆官方網站 （页面存档备份，存于）（繁體中文）

- 台灣GASH+官方網站 （页面存档备份，存于）（繁體中文）

- 香港beanfun!官方網站 （页面存档备份，存于）（繁體中文）

- 香港遊戲橘子官方網站 （页面存档备份，存于）（繁體中文）
- 香港GASH官方網站 （页面存档备份，存于）（繁體中文）

- 日本遊戲橘子官方網站（日語）
- 日本beanfun!官方網站（日語）
- 韓國遊戲橘子官方網站
- 美國遊戲橘子官方網站（英文）
- 美國beanfun!官方網站（英文）
- 中國beanfun!缤放官方網站（简体中文）
- 英國beanfun!官方網站（英文）
- 法國beanfun!官方網站 （页面存档备份，存于）（法文）

企业形象网
- 遊戲橘子集團網站（英文）（繁體中文）（日語）
- 遊戲橘子企業網站（英文）（繁體中文）（简体中文）（日語）